# Liste von Persönlichkeiten der Stadt Balingen
Diese Liste von Persönlichkeiten der Stadt Balingen zeigt die Bürgermeister, Ehrenbürger, Söhne und Töchter der Stadt Balingen und deren Stadtteilen (mit der Kernstadt Balingen und den Stadtteilen Dürrwangen, Endingen, Engstlatt, Erzingen, Frommern, Heselwangen, Ostdorf, Roßwangen, Stockenhausen, Streichen, Weilstetten und Zillhausen), sowie weitere Persönlichkeiten, die mit Balingen verbunden sind.

## Ehrenbürger
Folgenden Personen, die sich in besonderer Weise um das Wohl oder das Ansehen der Kommune verdient gemacht haben, verlieh die Stadt Balingen das Ehrenbürgerrecht:
- 1896: Hermann (von) Ehmann (* 10. Juni 1844; † 7. Dezember 1905), Oberbaurat
- 1897: Josef Filser (* 8. Juli 1847; † 7. Juli 1918), Oberamtmann und Regierungsrat
- 1897: Conrad Haußmann (* 8. Februar 1857; † 11. Februar 1922), Landtagsabgeordneter und Reichstagsabgeordneter
- 1897: Karl von Leibbrand (* 11. November 1839; † 13. März 1898), Oberbaurat
- 1928: Friedrich Eckenfelder (* 6. März 1861; † 11. Mai 1938), Kunstmaler
- 1933: Paul von Hindenburg (* 2. Oktober 1847; † 2. August 1934), Reichspräsident
- 1946: Robert Wahl (* 22. August 1882; † 5. Dezember 1955), Bürgermeister
- 1952: Wilhelm Kraut senior (* 9. Mai 1875; † 26. September 1957), Unternehmer
- 1957: Jakob Beutter (* 10. Juli 1887; † 17. Januar 1972), Schreinermeister und Stadtrat
- 1975: Albert Hagenbuch (* 22. März 1913; † 25. Dezember 1997), Oberbürgermeister
- 1976: Wilhelm Kraut junior (* 17. März 1906; † 13. Juli 1992), Unternehmer

## Söhne und Töchter der Stadt
Folgende Personen wurden in Balingen (bzw. in einem Stadtteil des heutigen Stadtgebiets von Balingen) geboren:

### 15. Jahrhundert
- Gregor Reisch (* ca. 1470; † 9. Mai 1525 in Freiburg im Breisgau), Hochschullehrer und Mönch, Vertreter der philosophischen Schule der spätscholastischen Realisten
- Joseph Weiß, auch Joseph Weiß Maler von Balingen und möglicherweise der Meister von Meßkirch (* 1487 oder 1488; † nach 1565), Maler der Renaissance

### 16. Jahrhundert
- Marx Weiß der Jüngere, auch Marx Weiß von Balingen (* vor 1518; † 25. Februar 1580 in Überlingen), Maler der Spätgotik
- Anna Murschel (* um 1533; † nach 1600 vermutlich in Engstlatt), Witwe des Balinger Bürgermeisters Caspar Murschel, wurde in einem Hexenprozess angeklagt.[2]
- Philipp Nicodemus Frischlin (* 22. September 1547 in Erzingen; † 29. November 1590 in Hohenurach), ein späthumanistischer Philologe, neulateinischer Dramatiker und Lyriker

### 18. Jahrhundert
- August Friedrich Oelenhainz (1745–1804), geboren in Endingen, Maler
- Eberhard von Wächter (1762–1852), Maler, Direktor der königlichen Kunstschule

### 19. Jahrhundert
- Wilhelm Wagner (1801–1883), Jurist und Politiker
- Johann Tobias Beck (1804–1878), evangelischer Theologe
- Gottlieb Rau (1816–1854), Revolutionär der Deutschen Revolution 1848/49
- Maria Friederike Rösler (1819–1880), Begründerin der Röslerstiftung, aus der 1883 die Rösler´sche Frauenarbeitsschule errichtet wurde[3]
- Heinrich Lang (1826–1876), Theologe
- Martin Haug (1827–1876), Orientalist
- Gustav Majer (1847–1900), Maler
- Theodor Karl von Hermann (1850–1926), Generalsuperintendent von Tübingen und Reutlingen
- Otto Jung (1867–1935), Landschafts- und Porträtmaler
- Walther Pfeilsticker (1880–1969), Frauenarzt und Genealoge
- Eugen Fischer-Baling (1881–1964), Bibliothekar, Historiker, Politologe und Schriftsteller
- Robert Wahl (1882–1955), Unternehmer und Kommunalpolitiker
- Heinrich Münzenmaier (1883–1975), Präsident der Landesversicherungsanstalt Württemberg
- Erwin Marquardt (1889–1955), Professor für Wasserbau
- Karl Hötzer (1892–1969), Heimatdichter und Lehrer
- Otto Mörike (1897–1978), evangelischer Pfarrer und Dekan, ein „stiller Held“ im Widerstand gegen den Nationalsozialismus mit höchster Auszeichnung durch den Staat Israel
- Gottlieb Stengel (1897–1981), Diplomlandwirt und Direktor der Ackerbauschule Hohenheim

### 20. Jahrhundert
- Martin Göhring (1903–1968), Historiker
- Max Pollermann (* 1908), Physiker, Hochschullehrer und Kernforscher an der Forschungszentrum Jülich
- Eleonore Beck (1926–2014), katholische Theologin
- Hans-Otto Binder (1940–2017), Historiker, Hochschullehrer und Tübinger Lokalpolitiker
- Albrecht Rissler (* 1944), Zeichner
- Heinrich Haasis (* 1945), Bürgermeister, Landrat, Landtagsabgeordneter, Präsident des Deutschen Sparkassen- und Giroverbands
- Ulrich Schürer (* 1947), Zoologe, Autor und ehemaliger Direktor des Wuppertaler Zoos
- Jürgen Haug (* 1948), Schauspieler, Drehbuchautor und Sprecher (u. a. für Hörspiele)
- Claudia Porsche (* 1948), Staatsrätin im Staatsministerium Baden-Württemberg, Landtagsabgeordnete
- Volker Jehle (* 1954), Schriftsteller, Literaturwissenschaftler und Herausgeber
- Joachim Schmid (* 1955), Bildender Künstler
- Rainer Schlegel (* 1958), Jurist, Richter am Bundessozialgericht
- Martin Schaudt (* 1958), Dressurreiter
- Hardy Boeckle (* 1959), Diplomat
- Michael Hennrich (* 1965), Politiker (CDU), Bundestagsabgeordneter
- Marc Bitzer (* 1965), CEO von Whirlpool[4]
- Mark-Oliver Rödel (* 1965), Herpetologe
- Michael Schoy (* 1965), General des Heeres
- Sven Jochem (* 1966), Politikwissenschaftler
- Roland Tralmer (* 1967), Politiker (CDU), Oberbürgermeister von Albstadt
- Rosie Koch (* 1970), Regisseurin, Drehbuchautorin und Filmproduzentin
- Gerd Nufer (* 1970), Wirtschaftswissenschaftler
- Martin Bruno Schmid (* 1971), Künstler
- Christoph Sieber (* 1970), Kabarettist
- Stefan Knop (* 1971), Mediziner und Professor an der Julius-Maximilians-Universität Würzburg
- Stefan Krohmer (* 1971), Regisseur und Schauspieler, erhielt 2002 den Adolf-Grimme-Preis mit Gold für seinen Film Ende der Saison.
- Nicole Hoffmeister-Kraut (* 1972), Abgeordnete des Landtags Baden-Württemberg und Landesministerin für Wirtschaft, Arbeit und Wohnungsbau des Landes Baden-Württemberg
- Sascha Alexander Geršak (* 1975), Schauspieler
- Hendrik Bednarz (* 1978), Politiker (SPD)
- Gerd Hahn (* 1981), Wirtschaftswissenschaftler und Hochschullehrer
- Julius Tröger (* 1983), Journalist und Buchautor
- Sarah Sophie Koch (* 1984), Pädagogin, Familientherapeutin und Schauspielerin
- Kathrin Hitzer (* 1986), Biathletin
- Philip Häusser (* 1988), Physiker, Informatiker und Fernsehmoderator
- Frank Lehmann (* 1989), Fußballtorhüter
- Pascal Bodmer (* 1991), Skispringer
- Stefan Herre (* 1992), Politiker
- Michael Luxenberger (* 1992), österreichischer Politiker
- Jenny Bitzer (* 1994), Fußballspielerin
- Florian Kath (* 1994), Fußballspieler
- Mario Ruminsky (* 1997), Handballspieler
- Ronja Eibl (* 1999), Mountainbikerin

## Weitere mit Balingen in Verbindung stehende Persönlichkeiten
Folgende Persönlichkeiten sind mit der Stadt Balingen oder deren Stadtteile verbunden:

### 16. Jahrhundert
- Simon Schweizer (* vor 1593; † nach 1623) Bildhauer der Spätrenaissance, der zwischen 1593 und 1623 in Balingen nachgewiesen werden kann.

### 18. Jahrhundert
- Karl Friedrich Reinhard (* 1761 in Schorndorf; † 1837 in Paris) französischer Diplomat, Staatsmann und Schriftsteller deutscher Herkunft wuchs teilweise in Balingen auf und wirkte dort als Vikar.[5]

### 19. Jahrhundert
- Andreas Bizer (* 1839; † 1914), Mechaniker und Industrieller, Mitbegründer von Bizerba
- Carl Neuschäfer (* 1879; † 1946 in Zillhausen), emeritierter Studiendirektor des Theologischen Seminars des Bundes Evangelisch-Freikirchlicher Gemeinden, Prediger der baptistischen Gemeinde Tübingen-Zillhausen.

### 20. Jahrhundert
- Els Daniel-Stroh (1895–1990), Künstlerin, lebte in Balingen und Frommern
- Gerhard Rehm (1926–2004), Kirchenmusiker
- Hans-Peter Hörner (* 1951), Politiker (AfD), lebt in Frommern
- Daniel F. Pinnow (* 1962), Autor, wuchs in Balingen auf und machte dort Abitur